# 源雅清
源 雅清（みなもと の まさきよ）は、鎌倉時代前期の公卿。村上源氏久我流、権大納言・源通資の子。官位は正三位・左中将。

## 経歴
以下、『公卿補任』と『尊卑分脈』の内容に従って記述する。
- 建久7年（1196年）3月20日、侍従に任ぜられる。この時、従五位下。
- 建久8年（1197年）1月6日、従五位上に昇叙[注 1]。
- 正治2年（1200年）1月22日、備中権介を兼ねる。
- 正治3年（1201年）1月6日、正五位下に昇叙[注 2]。同月29日、備後守を兼ねる。
- 建仁2年（1202年）1月21日、右少将に任ぜられる。
- 建仁3年（1203年）1月13日、近江介を兼ねる。
- 元久元年（1204年）1月5日、従四位下に昇叙。同日、右少将に留められる。
- 元久2年（1205年）8月16日、父・通資の喪が明け復任。
- 承元2年（1208年）10月10日、母の喪に服す。同年12月28日、復任。
- 承元3年（1209年）1月13日、従四位上に昇叙。同年10月30日、右中将に転任。
- 承元4年（1210年）1月13日、能登介を兼ねる。建暦3年（1213年）4月26日、正四位下に昇叙[注 3]。
- 建保3年（1215年）1月13日、播磨介を兼ねる。
- 承久2年（1220年）1月22日、蔵人頭に補される。
- 承久3年（1221年）4月16日、参議に任ぜられる。右中将は元の如し。同年11月16日、従三位に叙される[注 4]。
- 貞応元年（1222年）1月24日、備中権守を兼ねる。同年10月24日、左中将の兼任に遷る。11月22日、正三位に昇叙。
- 元仁元年（1224年）12月8日、出家[注 5]。
- 寛喜2年（1230年）4月2日、薨去。享年49。